# يوسف بن يحيى
الداعي يوسف بن يحيى (توفي 12 سبتمبر 1012) إمام الزيدية في اليمن حكم لفترتين مضطربتين للغاية (من 977 إلى 999، ومن 1002 إلى 1012).

## قتاله ضد اليوفريديين والزياديين
وكان يوسف بن يحيى أحد أبناء الإمام يحيى المنصور الذي توفي في 976. في السنة التالية أعلن يوسف تغيير اسمه إلى الداعي يوسف. امتلأت سنواته الأولى من النضال ضد سلالة اليوفريديين التي حكمت جزءا كبيرا من المرتفعات اليمنية. كانت صنعاء في هذا الوقت تحت سيادة من سلالة الزياديين السنية التي حكمت تهامة من قاعدتها في زبيد. تمكن الداعي يوسف الحصول على اعتراف بأنه أمير في صنعاء ومناطقها المحيطة القريبة في 978 بقراءة خطبة الجمعة باسمه. ومع ذلك فإن حاكم الزياديين ابن الضحاك عاد للمحاربة مجددا. آخر حكام اليوفريديين الأقوياء عبد الله تمكن من استعادة المدينة وزيادة قوته وغزو مناطق الزياديين والاستيلاء على زبيد. بعد وفاة عبد الله في 997، انهارت قاعدة اليوفريديين.

## القيادة المتنازع عليها
بالنسبة إلى الداعي يوسف كان هذا ولكن فترة راحة قصيرة. ظهر منافس له على الإمامة وهو المنصور القاسم الإياني في 999. بمساعدة من رجال قبيلة حمدان طرد الداعي يوسف من صعدة المقر التقليدي للأئمة. أرسل الشريف الزيدي القاسم بن الحسين إلى صنعاء من قبل الإمام الجديد ووقدمه للزيديين. بعد بضع سنوات تغير ولاء القاسم بن الحسين للداعي يوسف مرة أخرى. تقاعد المنصور القاسم الإياني من السلطة في 1002 وإعلان الداعي يوسف حكمه لولاية ثانية. ومع ذلك شغل وقته بالقتال على صنعاء حيث لعب رجال قبائل خولان وحمدان دورا رئيسيا. كما حارب ابن المنصور الذين ادعى الإمامية تحت اسم المهدي الحسين. استمر هذا الوضع غير مستقر حتى وفاة الداعي يوسف في 1012 بعد عهد مضطرب للغاية.